# Abadía de Pannonhalma
La abadía de Pannonhalma es una abadía de Hungría (construida en el 996), declarada como un sitio del Patrimonio de la Humanidad. Para la Unesco «muestra de manera excepcional la estructura y la organización de un monasterio cristiano en constante evolución desde hace miles de años» La abadía es la sede y catedral de la abadía territorial de Pannonhalma, una circunscripción eclesiástica católica que se extiende por 356 km².
El monasterio alberga también una escuela, un liceo de 350 estudiantes en internado, los alojamientos de los monjes, un hogar para ancianos, una biblioteca y una escuela superior de teología.
Desde su creación, la abadía ocupa un lugar especial en la historia de Hungría; hasta ella han llegado prestigiosos visitantes como el primer rey de Hungría, Esteban I (1000-1038) o Juan Pablo II y el dalái lama.

## Historia
En 996 el príncipe Géza solicita a los monjes benedictinos la fundación de un monasterio en la colina Pannonhalma, lugar de nacimiento de San Martín, obispo de Tours. Según la tradición húngara, el primer abad fue San Anastásio, quien trajo la corona a San Esteban I de Hungría desde Roma. 
En 997 tras la muerte de Géza, según las leyes cristianas el heredero al trono húngaro era su hijo San Esteban, sin embargo el líder pagano Cupan, también miembro de la familia real, se adjudicó el trono para sí mismo alegando que era mayor en edad al joven príncipe. Valiéndose de ejércitos germánicos y húngaros, San Esteban venció las fuerzas paganas de Cupan, Señor de la región húngara de Somogy, al sur del lago Balaton. Esteban decidió que tras su ejecución, el diezmo de sus territorios fuesen enteramente a las arcas de la Abadía de Pannonhalma, lo que la enriqueció importantemente.
Los monjes benedictinos de Pannonhalma fueron los pioneros que condujeron la evangelización en Hungría. Crearon la primera escuela magiar, y redactaron, en 1055, el primer texto escrito en latín que contenía palabras en húngaro (actualmente la comunidad monástica aún tiene un lugar importante en la propagación de la cultura cristiana en la región). En 1242 fue defendida con éxito de la invasión mongol por el abad Uros de Pannonhalma, quien organizó la estrategia para su preservación (este destacado abad es recordado por haber participado en la Quinta Cruzada junto al rey Andrés II de Hungría, y por haber llevado a cabo numerosos compendios de documentos legales). La abadía fue construida como una verdadera fortaleza, y siglos más tarde sufrirá tres ocupaciones turcas durante las cuales los monjes tuvieron que huir para salvar la mayor cantidad posible de bienes.
En 1786, José II de Austria cierra los monasterios pero los restableció en 1802 el de Pannonhalma, con la condición de que los monjes enseñen. La abadía se convirtió en un centro universitario, y reunió más de  350.000 volúmenes en su biblioteca.
Protegida por la Cruz Roja durante la Segunda Guerra Mundial (1939-1945), la abadía no sufrió daños ni pillaje. Bajo el régimen comunista (1950-1990), a pesar de una interrupción entre 1945 y 1950, conservó sus propiedades y su estatus de enseñanza privada. En diciembre de 1996, con ocasión de su milenario, fue inscrita en la lista del patrimonio mundial de la Unesco después de una conmemoración, en presencia del papa Juan Pablo II.
La Abadía de Pannonhalma es un destino turístico popular para los que visitan Hungría (más de 200.000 al año). En el 2009 cursaba el año escolar la promoción número 1014.